# Yorkton (Saskatchewan)

Yorkton é uma cidade do Canadá, no sudoeste da província de Saskatchewan, perto da fronteira da província de Manitoba. Sua área é de 24,02 km², e sua população é de 15 107 habitantes (do censo nacional de 2001).